# Afërdita Veveçka Priftaj
Afërdita Veveçka Priftaj (Berat, 21 de enero de 1948 – Viena, 4 de julio de 2017) va ser una física albanesa, associada de l'Acadèmia de Ciències d'Albània i professora de la Universitat Politècnica de Tirana. La seva investigació es va especialitzar en metalls, avaluant la seva microestructura i propietats mecàniques, i els efectes de la deformació plàstica severa en materials nanocristal·lins.

## Biografia
Veveçka va néixer el 21 de gener de 1948 a Berat, Albània. Criada en una família intel·lectual, va completar els seus estudis universitaris en física en la Universitat de Tirana el 1970. Nomenada per fer classes en la facultat de física, va continuar els seus propis estudis, obtenint un doctorat el 1982, amb la tesi Studimi i ndryshimeve strukturore të aluminit dhe lidhjeve të tij, gjatë përpunimit termik e plastik, me anë të mikroskopisë elektronike («estudi dels canvis estructurals en l'alumini i els seus aliatges, durant el processament tèrmic i plàstic, mitjançant microscòpia electrònica»).

## Carrera
Al 1990, Veveçka va ser contractada com a professora de física a la Universitat Politècnica de Tirana. Quatre anys més tard, va ser promoguda a professora associada i en 1999 es va convertir en professora titular. L'enfocament del seu ensenyament i recerca va ser en la ciència de materials, específicament enfocada als metalls, a la seva microestructura i propietats mecàniques. Continuant els seus propis estudis a la Universitat del Sud de Califòrnia a Los Ángeles (1993), a la Universitat de Cambridge (1994), al Reial Institut de Tecnologia (1997-1998) i a la Universitat de Stavanger (2003), a més a més d'altres universitats a Alemanya, Irlanda, Itàlia i Polònia, Veveçka va estudiar els efectes de la deformació plàstica greu als materials nanocristal·lins. Va coordinar projectes científics per al Programa Nacional d'Investigació i Desenvolupament, participant en projectes d'investigació conjunts entre Albània i d'altres països, com Àustria, Grècia, Itàlia i Eslovènia. Entre els projectes que va liderar es troben l'estudi albanès-grec de «objectes de coure prehistòrics d'Albània i Grècia» i l'estudi albanès-italià, «refinament de la grossària del gra dels aliatges metàl·lics mitjançant el premsat angular d'igual canal».
Entre 1995 i 2004, fou editora per la revista «Materials Science and Engineering A». Al 2008, va ser escollida com a associada de l'Acadèmia de Ciències d'Albània i es va convertir en editora de la revista de l'Acadèmia, «Journal of Natural and Technical Sciences». Al 2012, va ser seleccionada com una de les expertes en l'avaluació de criteris d'activitats conjuntes en la sisena sessió del «Trans-European Mobility Programme for University Studies (TEMPUS)» de la Unió Europea.
Veveçka va morir el 4 de juliol de 2017 a Viena, Àustria, després d'una greu malaltia.